# 明珠花園
23°06′15″N 113°16′46″E / 23.1043°N 113.2795°E
明珠花园是位於中國廣東省廣州市海珠區東曉路193號的一個住宅小區，由4棟高32層的住宅樓（牡丹閣、金蘭閣、海棠閣、芙蓉閣）和2層裙樓組成，建築總面積達7.8萬平方米。項目於1992年動工，原定於1995年竣工，曾號稱“江南第一樓”，但因資金糾紛而停工。2013年，由原股東合作完成項目的開發。最終，於2018年全部落成。

## 历史
明珠花園項目所處為東建集團之地塊。1992年，廣州大明房地產開發有限公司開發建設明珠花園項目，原定於1995年11月竣工，但項目推進緩慢。1996年，明珠花園牡丹閣、金蘭閣等物業發售。1997年，項目合作雙方因糾紛而停工。至停工時，牡丹閣、金蘭閣已建設完成，海棠閣、芙蓉閣建至11層後爛尾，後三棟樓宇的永久水電未完成。當時，項目已經賣出518套房，但約一半的住戶未辦理房產證。2001年9月，業主接到預交費用與物業管理費用相抵的通知。2002年10月，大明公司被廣州市中級人民法院查封。
2004年10月，紅樹灣家具城租用明珠花園的裙樓部分開業，並於2014年10月因合同到期而撤離。
2009年12月，為配合廣州亞運會整治市容，明珠花園臨街一面被刷上白色油漆，並安裝窗戶。有關工作人員稱，此次整治已經做到節約，僅簡單把臨街的一面刷白、加窗框，花費不會超過10萬人民幣，但有市民認為此舉無必要。
2013年，明珠花园项目合作者经过协商，認為重啟明珠花園項目有利可圖，決定重新建設明珠花園項目。2013年底，明珠花園牡丹閣、金蘭閣開售，兩週時間賣出70餘套房屋，亦於2014年使用永久電。而芙蓉閣、海棠閣亦都於2018年建成開售。